# Departement Overijssel
Het departement Overijssel was een departement van de Nederlanden van 1802 tot en met 1810. De hoofdstad was Zwolle.
Na de oprichting van het Bataafs Gemenebest in 1801 werd bij wet van 21 juni 1802 de departementale indeling van het rijk vastgesteld. De grenzen van het voormalige gewest Overijssel van de Bataafse Republiek werden hersteld; de voormalige landschap Drenthe - dat geen gewest van de Bataafse Republiek was geweest - werd aan het departement toegevoegd.
Na de oprichting van het koninkrijk Holland in 1806 werd bij wet van 13 april 1807 de departementale indeling van het rijk vastgesteld. Hierbij werd het departement Drenthe afgesplitst van Overijssel. De naam van het departement Overijssel bleef ongewijzigd.

Overijssel in het koninkrijk Holland, 1807-1810

Landdrost van Overijssel ten tijde van het koninkrijk Holland waren:
Derck Bentinck tot Diepenheim (8 mei 1807 – 1 januari 1810)
Petrus Hofstede (1 januari 1810 - 13 december 1810)
Na de annexatie van het koninkrijk Holland op 9 juli 1810 werd Overijssel op 1 januari 1811 een departement van het Eerste Franse Keizerrijk onder de naam Monden van de IJssel (Franse naam: Bouches-de-l'Yssel).
Bataafs Brabant · Friesland · Gelderland · Holland · Overijssel · Stad en Landen van Groningen · Utrecht · Zeeland
Amstelland · Brabant · Drenthe · Gelderland · Groningen · Friesland · Maasland · Oost-Friesland · Overijssel · Utrecht · Zeeland